# Olonkinbyen
Olonkinbyen – niewielka stacja-osada na należącej do Norwegii wyspie Jan Mayen. Jest to jedyna miejscowość na wyspie. Mieści się w niej stacja pogodowa i radiowa. Posiadają one generatory prądu elektrycznego. Obecnie w Olonkinbyen stacjonuje 18 osób.